# NGC 4398
NGC 4398 is een niet nader geïdentificeerd object in het sterrenbeeld Maagd. Het hemelobject werd op 19 april 1865 ontdekt door de Duits-Deense astronoom Heinrich Louis d'Arrest. Mogelijk is dit NGC-object een ster.

## Synoniemen
- SDSS J122607.43+104109.8
- USNO-B1.0 1006-0204995
- USNO-A2.0 0975-06960013